# モナズ石
モナズ石（モナズせき、Monazite-(Ce)、モナザイト）は、鉱物（リン酸塩鉱物）の一種。ペグマタイト、花崗岩、片麻岩、砂岩などに含まれる。通常、小さな孤立した結晶として発生する。モナズ石はしばしば砂鉱床で見つかる。インドの鉱床は特にモナズ石に富む。
ふつうのモナズ石は、希土類元素のうちセリウムを最も多く含むので、英名は Monazite-(Ce)、化学組成は CePO4 と表す。ネオジムを最も多く含むとネオジムモナズ石（Monazite-(Nd)、(Nd,La,Ce)PO4）となる。
実際にはモナズ石は、元素組成によって少なくとも5種類が存在する。
- （セリウム）モナズ石（Monazite-(Ce)） : (Ce,La,Nd,Th)PO4
- ガドリニウムモナズ石（Monazite-(Gd)、2022年承認）[1] : GdPO4
- ランタンモナズ石（Monazite-(La)） : (La,Ce,Nd)PO4
- ネオジムモナズ石（Monazite-(Nd)） :(Nd,La,Ce)PO4
- サマリウムモナズ石（Monazite-(Sm)、2001年承認）[2] : Sm(PO4)

括弧内の元素は鉱物内の相対的含有率の順に並んでいる。ランタンはランタンモナズ石の中では最も量が多い希土類元素である。モナズ石に含まれる希土類元素はイオン半径が小さいが、イオン半径が大きいイットリウム及びイッテルビウムのリン酸塩はゼノタイムとなる。現在では、リンの他にヒ素、ケイ素を主成分としたモナズ石スーパーグループのモナズ石グループに位置付けられる。
トリウムやウランを含むことが多く、弱い放射能を持つ。トリウム鉱石としても利用される。トリウムとウランのアルファ崩壊のために、モナザイトはかなりの量のヘリウムを含んでおり、加熱するとヘリウムを抽出することができる。
モナザイトの語源は、ギリシア語の μονάζειν （孤立する）であり、結晶が孤立して存在するところから来ている。

## モナズ石スーパーグループ
- ケララ石（Cheralite, 旧称:Brabantite) : CaTh(PO4)2（2007年再定義、改称）
  - Cheralite-(Ce) : (Ce,Ca,Th)(P,Si)O4（今日ではカルシウムに富むセリウムモナズ石とされる）
- ハットン石（Huttonite） : ThSiO4
- ルーズベルト石（Rooseveltite） : BiAsO4
- セリウムガスパリ石（Gasparite-(Ce)） : (Ce,La,Nd)AsO4
- ランタンガスパリ石（Gasparite-(La)） : LaAsO4

### モナズ石グループ
- モナズ石（Monazite-(Ce)） : CePO4
- ガドリニウムモナズ石（Monazite-(Gd)） : GdPO4
- ネオジムモナズ石（Monazite-(Nd)） : (Nd,La,Ce)PO4
- ランタンモナズ石（Monazite-(La)） : (La,Ce,Nd)PO4
- サマリウムモナズ石（Monazite-(Sm)） : SmPO4